# Manuel Sánchez Cuesta (filósofo)
Manuel Sánchez Cuesta (San Martín del Castañar (Salamanca), 13 de mayo de 1942) es un filósofo y humanista español.

## Biografía
Cursó estudios en la Universidad de Salamanca, Universidad Complutense de Madrid, Universidad de Heidelberg y Pontificia Universidad de Santo Tomás de Aquino en Roma. Es doctor en Filosofía. Desde 1991 es profesor de ética en la Universidad Complutense de Madrid. Asimismo ha enseñado lógica en la misma Universidad, literatura Española e Historia de la Filosofía Española  en la Universidad de Heidelberg y ética en la Pontificia Universidad Católica de Puerto Rico.[cita requerida]

## Perfil intelectual
Sus investigaciones se han centrado en los campos de la lógica, de la historia de la filosofía y, muy en particular, de la ética.
En el humanismo existencial-personalista
 del profesor Sánchez Cuesta, la cotidianeidad constituye el núcleo de su reflexión ética escrita. Es en la cotidianeidad, en efecto, donde el tiempo de cada ser humano transmuta en un número indefinido de posibilidades que se le abren permanentemente a su libertad. Modo este único en que la persona no sólo puede trazar la meta a que aspira, sino también dotarla de una sustantividad virtuosa.
“Quién sea capaz – escribe Agapito Maestre – de vivir moralmente su vida cotidiana, y éste y no otro es el valor terapéutico de esta obra [la de Sánchez Cuesta], habrá conseguido hacer verdad el carpe diem de los clásicos”. Razón por la que cabría aplicar a los escritos del profesor Sánchez Cuesta lo que de uno de sus libros [La ética de los griegos] reseña el catedrático José Miguel Marinas: “Y aquí radica sin duda el atractivo mayor de un elegante trabajo de apariencia sencilla: es el texto de un hombre libre que se dirige a lectores adultos”. Sin embargo, en Calidoscopio de la memoria y la escritura Sánchez Cuesta parece iniciar un nuevo tipo de reflexión antropológica, en la línea de "una filosofía de la vida y del lenguaje", como manifiestan algunos de sus reseñadores.

## Libros
- La nueva Matemática. Marsiega, Madrid 1973, ISBN 84-7103-030-6
- La nueva Lógica. Marsiega, Madrid 1974, ISBN 84-7103-075-6
- Fábula íntima del Libertador J.N. (Novela-Ensayo). Andrómeda, Madrid 1988, ISBN 84-86181-23-2
- Cinco visiones de hombre. Visor Libros-Fundación LOEWE, Madrid 2013, ISBN 978-84-9895-699-3
- La ética de los griegos. Ediciones Clásicas, Madrid 2001, ISBN 84-7882-478-2
- Ética para la vida cotidiana. Ediciones Clásicas, Madrid 2001, ISBN 84-7923-343-5
- Preguntas éticas fundamentales, Ediciones del Orto, Madrid 2013, ISBN 978-84-7923-494-2
- Calidoscopio de la memoria y la escritura. Ediciones del Orto, Madrid 2015, ISBN 84-7923-530-6
- En el laberinto de la existencia (Monólogo dialogado). Transatlántica de Educación. Ministerio de Educación y Ciencia, México 2012. NIPO 030-13-137-8

## Artículos
Además de en muchas otras publicaciones, ha escrito regularmente durante varios años artículos sobre Ética y Política en Diario 16 y en la revista Acontecimiento, y sobre Historia de la Filosofía en el semanario El Médico.